# Уорбертон, Артур
А́ртур Уо́рбертон (англ. Arthur Warburton; 30 октября 1903 — 21 апреля 1978) — английский футболист. Выступал на позиции нападающего.

## Футбольная карьера
Родился Уайтфилде неподалёку от Бери. Выступал за любительский клуб «Седжли Парк». В феврале 1929 года перешёл в «Манчестер Юнайтед». Впервые вышел в составе «Юнайтед» 8 марта 1930 года в матче Первого дивизиона против «Астон Виллы», забив гол в своей дебютной игре за клуб. 17 января 1931 года сделал «дубль» в матче против «Ньюкасл Юнайтед». Всего провёл за «Манчестер Юнайтед» 39 матчей и забил 10 мячей. В декабре 1933 года перешёл в «Бернли».
В дальнейшем выступал за «Фулхэм», «Куинз Парк Рейнджерс», «Нельсон» и «Саутпорт Сентрал».